# Baron (Gironde)
Pour les articles homonymes, voir Baron.
Baron est une commune du Sud-Ouest de la France, située dans le département de la Gironde en région Nouvelle-Aquitaine.

## Géographie

### Localisation
Baron est une commune de l'aire d'attraction de Bordeaux située dans l'Entre-deux-mers, entre Garonne et Dordogne. Elle est la ville-centre d'une unité urbaine de l'aire d'attraction de Bordeaux.

### Communes limitrophes
Les communes limitrophes sont  Camiac-et-Saint-Denis, Croignon, Cursan, Nérigean, Saint-Germain-du-Puch et Saint-Quentin-de-Baron.
| Saint-Germain-du-Puch |       | Nérigean               |
| Croignon              | Baron | Saint-Quentin-de-Baron |
| Cursan                |       | Camiac-et-Saint-Denis  |

### Climat
Pour des articles plus généraux, voir Climat de la Nouvelle-Aquitaine et Climat de la Gironde.
Historiquement, la commune est exposée à un climat océanique aquitain.  
En 2020, Météo-France publie une typologie des climats de la France métropolitaine dans laquelle la commune est exposée à un climat océanique et est dans la région climatique  Aquitaine, Gascogne, caractérisée par une pluviométrie abondante au printemps, modérée en automne, un faible ensoleillement au printemps, un été chaud (19,5 °C), des vents faibles, des brouillards fréquents en automne et en hiver et des orages fréquents en été (15 à 20 jours).
Pour la période 1971-2000, la température annuelle moyenne est de 12,7 °C, avec une amplitude thermique annuelle de 14,6 °C. Le cumul annuel moyen de précipitations est de 852 mm, avec 11,8 jours de précipitations en janvier et 6,7 jours en juillet. Pour la période 1991-2020, la température moyenne annuelle observée sur la station météorologique la plus proche, située sur la commune de Saint-Émilion à 15 km à vol d'oiseau, est de 13,9 °C et le cumul annuel moyen de précipitations est de 798,1 mm,. Pour l'avenir, les paramètres climatiques de la commune estimés pour 2050 selon différents scénarios d’émission de gaz à effet de serre sont consultables sur un site dédié publié par Météo-France en novembre 2022.

## Urbanisme

### Typologie
Au 1er janvier 2024, Baron est catégorisée commune rurale à habitat dispersé, selon la nouvelle grille communale de densité à sept niveaux définie par l'Insee en 2022.
Elle appartient à l'unité urbaine de Baron, une agglomération intra-départementale regroupant trois  communes, dont elle est ville-centre,,. Par ailleurs la commune fait partie de l'aire d'attraction de Bordeaux, dont elle est une commune de la couronne,. Cette aire, qui regroupe 275 communes, est catégorisée dans les aires de 700 000 habitants ou plus (hors Paris),.

### Occupation des sols

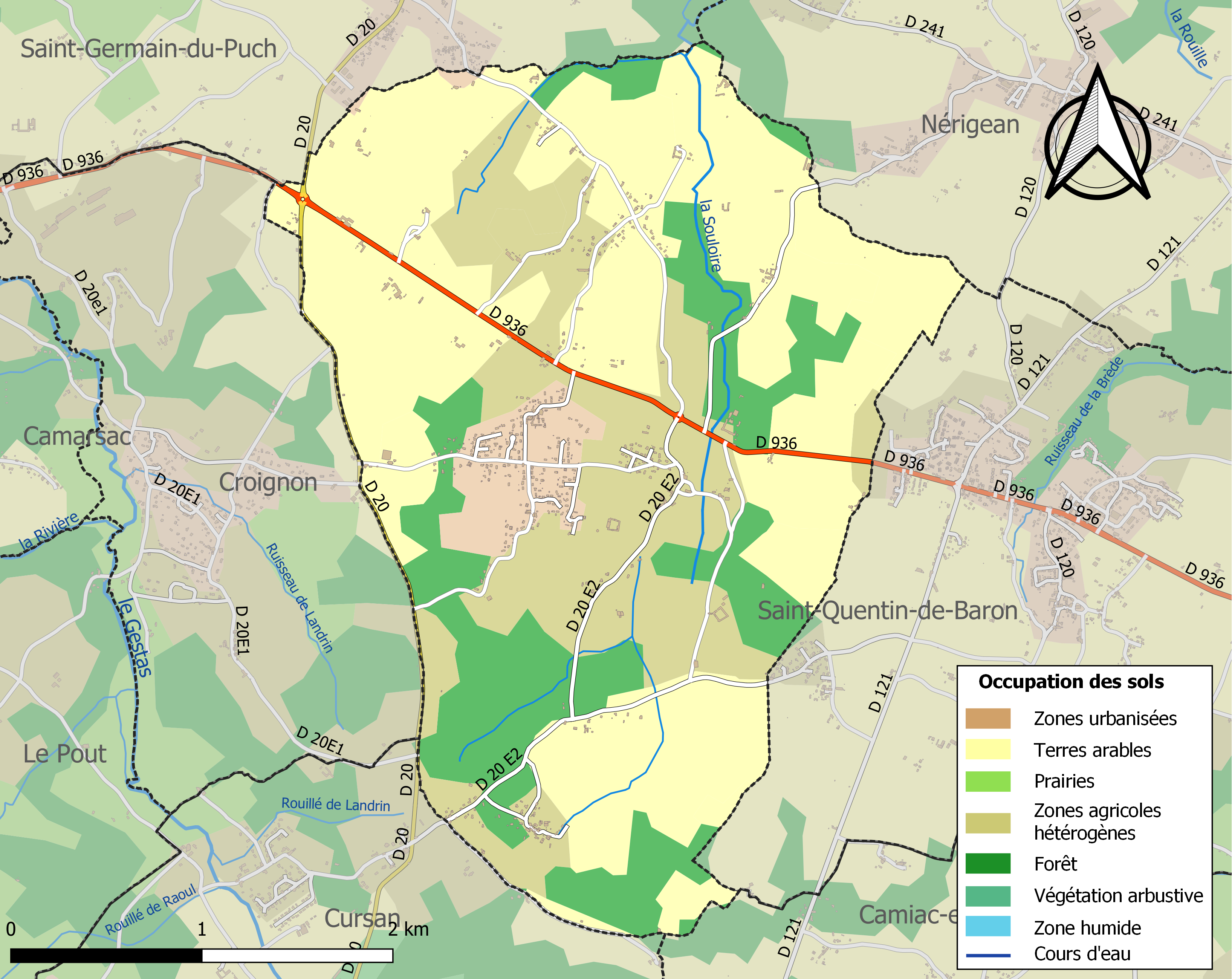
Carte des infrastructures et de l'occupation des sols de la commune en 2018 (CLC).

L'occupation des sols de la commune, telle qu'elle ressort de la base de données européenne d’occupation biophysique des sols Corine Land Cover (CLC), est marquée par l'importance des territoires agricoles (76,1 % en 2018), en diminution par rapport à 1990 (80,7 %). La répartition détaillée en 2018 est la suivante : 
cultures permanentes (36 %), zones agricoles hétérogènes (25,1 %), forêts (19,2 %), terres arables (15 %), zones urbanisées (4,7 %). L'évolution de l’occupation des sols de la commune et de ses infrastructures peut être observée sur les différentes représentations cartographiques du territoire : la carte de Cassini (XVIIIe siècle), la carte d'état-major (1820-1866) et les cartes ou photos aériennes de l'IGN pour la période actuelle (1950 à aujourd'hui).

### Risques majeurs
Le territoire de la commune de Baron est vulnérable à différents aléas naturels : météorologiques (tempête, orage, neige, grand froid, canicule ou sécheresse), inondations, mouvements de terrains et séisme (sismicité faible). Un site publié par le BRGM permet d'évaluer simplement et rapidement les risques d'un bien localisé soit par son adresse soit par le numéro de sa parcelle.
La commune a été reconnue en état de catastrophe naturelle au titre des dommages causés par les inondations et coulées de boue survenues en 1982, 1999, 2009 et 2021,.
Les mouvements de terrains susceptibles de se produire sur la commune sont des affaissements et effondrements liés aux cavités souterraines (hors mines). Par ailleurs, afin de mieux appréhender le risque d’affaissement de terrain, l'inventaire national des cavités souterraines permet de localiser celles situées sur la commune.

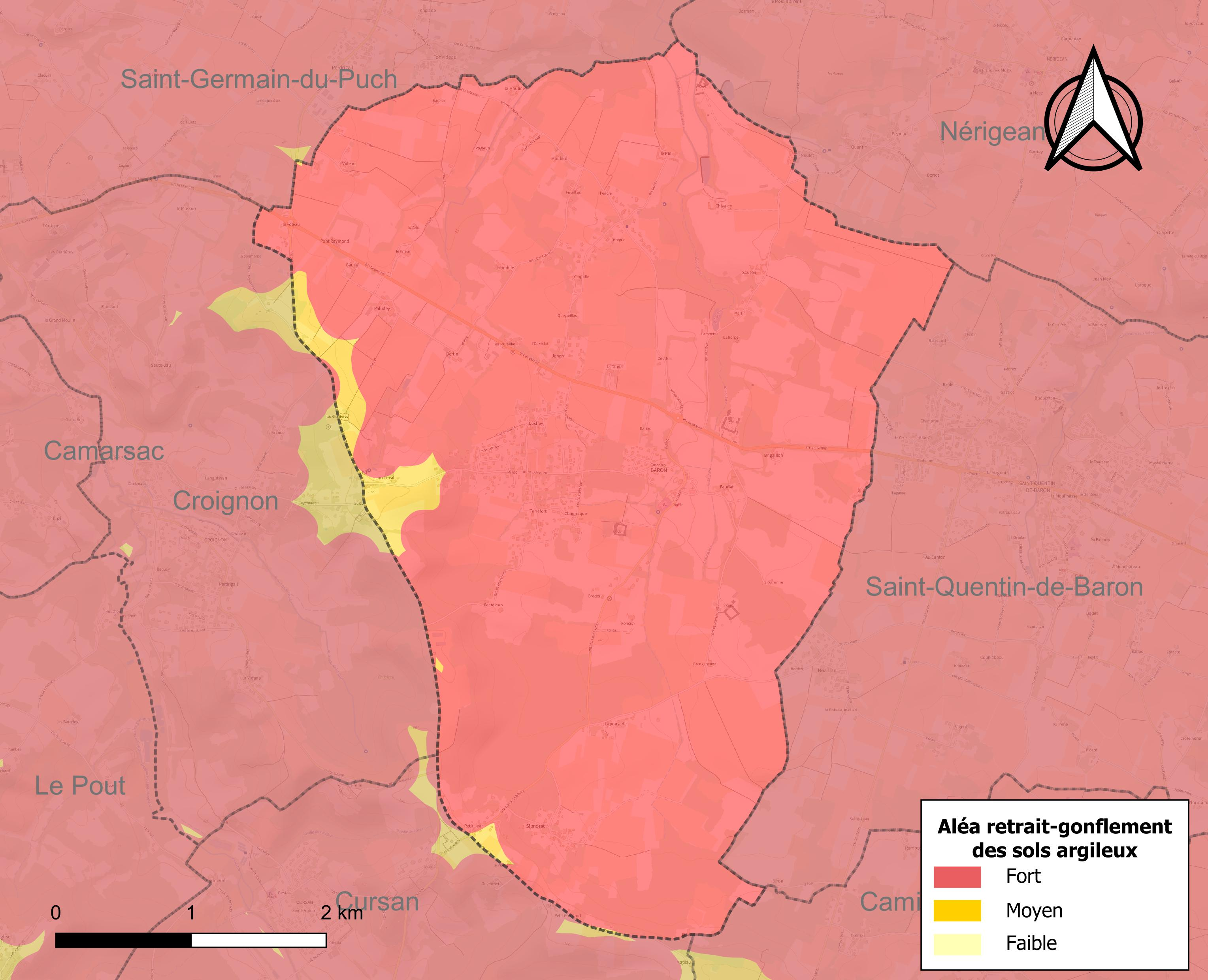
Carte des zones d'aléa retrait-gonflement des sols argileux de Baron.

Le retrait-gonflement des sols argileux est susceptible d'engendrer des dommages importants aux bâtiments en cas d’alternance de périodes de sécheresse et de pluie. La totalité de la commune est en aléa moyen ou fort (67,4 % au niveau départemental et 48,5 % au niveau national). Sur les 456 bâtiments dénombrés sur la commune en 2019,  456 sont en aléa moyen ou fort, soit 100 %, à comparer aux 84 % au niveau départemental et 54 % au niveau national. Une cartographie de l'exposition du territoire national au retrait gonflement des sols argileux est disponible sur le site du BRGM,.
Par ailleurs, afin de mieux appréhender le risque d’affaissement de terrain, l'inventaire national des cavités souterraines permet de localiser celles situées sur la commune.
Concernant les mouvements de terrains, la commune a été reconnue en état de catastrophe naturelle au titre des dommages causés par la sécheresse en 2003 et 2011 et par des mouvements de terrain en 1999.

## Toponymie
Le toponyme, comme Avallon, dérive du celtique aballo + -one, ce qui signifie "pommeraie". En gascon, -ll- intervocalique mène en effet à -r-. Les habitants de Baron sont appelés les Baronnais.

## Histoire
Au cours de la période de la Convention nationale (1792-1795), la commune porta le nom révolutionnaire d'Union.

## Politique et administration
La commune de Baron appartient à l'arrondissement de Libourne. À la suite du découpage territorial de 2014 entré en vigueur à l'occasion des élections départementales de 2015, la commune est transférée du canton de Branne supprimé au nouveau canton des Coteaux de Dordogne,. Baron fait également partie de la communauté de communes du Créonnais, membre du Pays du Cœur de l'Entre-deux-Mers.
| Période                                  | Période   | Identité                   | Étiquette | Qualité   |
| ---------------------------------------- | --------- | -------------------------- | --------- | --------- |
| Les données manquantes sont à compléter. |           |                            |           |           |
| mars 2001                                | mars 2008 | Michel Bardeau             | PCF       |           |
| mars 2008                                | En cours  | Emmanuel Le Blond du Plouy | DVG       | Ingénieur |

## Démographie

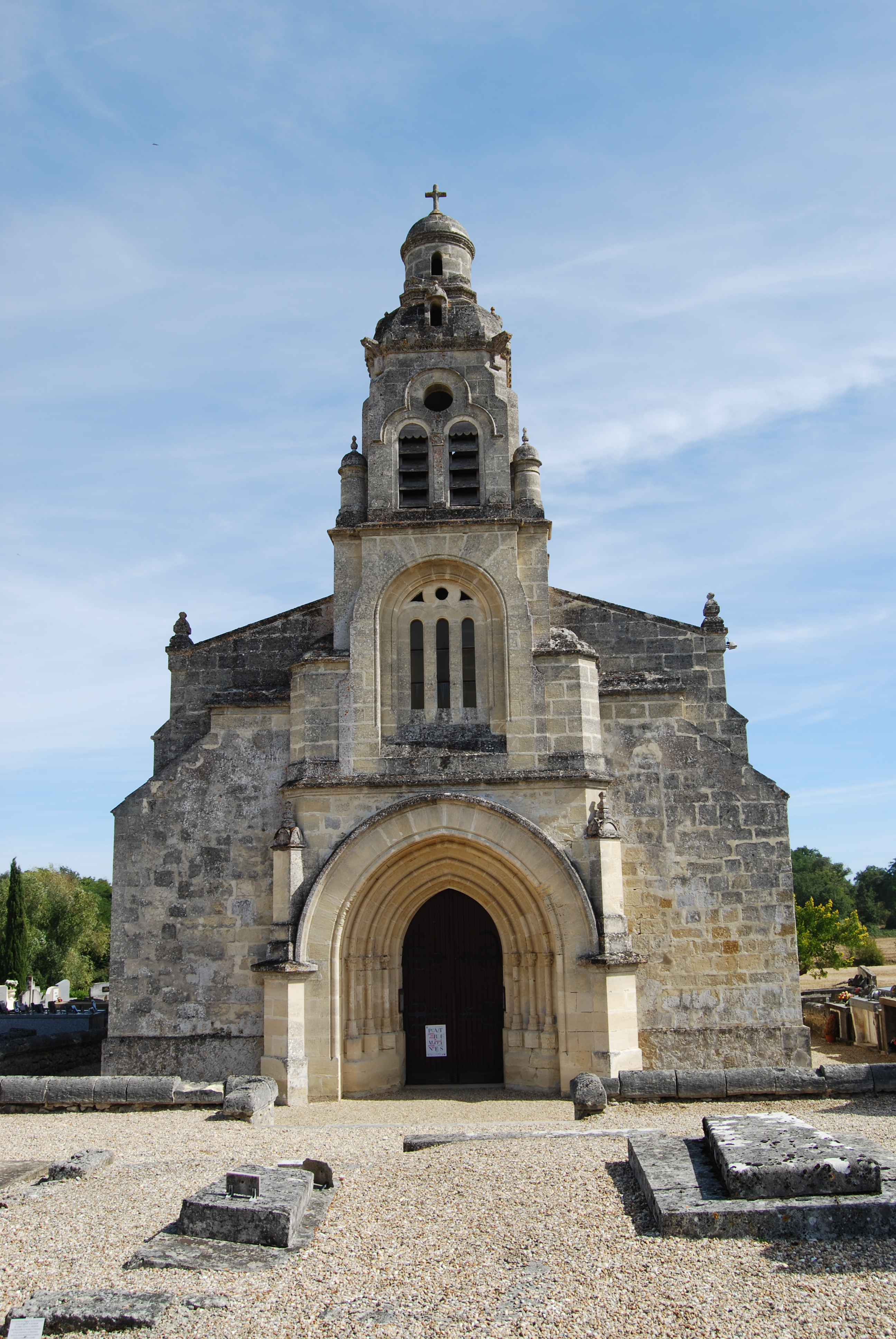
L'église Saint-Christophe.

L'évolution du nombre d'habitants est connue à travers les recensements de la population effectués dans la commune depuis 1793. Pour les communes de moins de 10 000 habitants, une enquête de recensement portant sur toute la population est réalisée tous les cinq ans, les populations de référence des années intermédiaires étant quant à elles estimées par interpolation ou extrapolation. Pour la commune, le premier recensement exhaustif entrant dans le cadre du nouveau dispositif a été réalisé en 2006.

En 2022, la commune comptait 1 204 habitants, en évolution de +4,24 % par rapport à 2016 (Gironde : +6,91 %, France hors Mayotte : +2,11 %).
| 1793 | 1800 | 1806 | 1821 | 1831 | 1836 | 1841 | 1846 | 1851 |
| ---- | ---- | ---- | ---- | ---- | ---- | ---- | ---- | ---- |
| 542  | 309  | 494  | 460  | 391  | 447  | 412  | 437  | 440  |

| 1856 | 1861 | 1866 | 1872 | 1876 | 1881 | 1886 | 1891 | 1896 |
| ---- | ---- | ---- | ---- | ---- | ---- | ---- | ---- | ---- |
| 455  | 476  | 502  | 482  | 486  | 444  | 437  | 433  | 445  |

| 1901 | 1906 | 1911 | 1921 | 1926 | 1931 | 1936 | 1946 | 1954 |
| ---- | ---- | ---- | ---- | ---- | ---- | ---- | ---- | ---- |
| 485  | 521  | 427  | 413  | 409  | 395  | 445  | 434  | 506  |

| 1962 | 1968 | 1975 | 1982 | 1990 | 1999 | 2006 | 2011  | 2016  |
| ---- | ---- | ---- | ---- | ---- | ---- | ---- | ----- | ----- |
| 491  | 503  | 527  | 668  | 749  | 866  | 937  | 1 118 | 1 155 |

| 2021  | 2022  | - | - | - | - | - | - | - |
| ----- | ----- | - | - | - | - | - | - | - |
| 1 193 | 1 204 | - | - | - | - | - | - | - |

## Lieux et monuments
L'église Saint-Christophe, construite aux XIe et XIIe siècles, réaménagée au XIXe siècle. Sa crypte (XIe) a été classée monument historique en 1908 et les beaux chapiteaux décorés qu'elle abrite. L'église en totalité, (à l'exclusion de la crypte classée) a été inscrit au titre des monuments historique en 2002.

## Héraldique
| Blason de {{{commune}}} | Blason  | Écartelé d'azur et de gueules, au premier au lion d'argent, au deuxième à la colonne d'or, au troisième à la grappe de raisin de pourpre feuillée d'une pièce de sinople, au quatrième au cèpe au naturel senestré d'un plus petit accolé du même couché en barre. |
| Blason de {{{commune}}} | Détails | Officiel, présent sur le site internet de la communauté de communes du Créonnais |